# Noviant-aux-Prés
Noviant-aux-Prés est une commune française située dans le département de Meurthe-et-Moselle en région Grand Est.

## Géographie

Fig. 1 - Noviant-aux-Prés (ban communal).

D’après les données Corine land Cover, le ban communal de 1 127 hectares comprend en 2011, plus de 80 % de terres arables et de prairies, près de 18 % de forêt, 3.3% de surfaces agricoles diverses et  le solde de zones urbanisées.
Le territoire n'est arrosé par aucun cours d'eau, mais des sources intermittentes alimentent les ruisseaux d'Esch et de Déheyville voisins. (Fig. 1)
La commune est desservie par la route départementale no 100  (Meurthe-et-Moselle) mais les chroniques historiques et répertoires archéologiques signalent d'ancien chemins allant vers Manonville et Bernécourt.

### Communes limitrophes
| Flirey      | Limey-Remenauville | Lironville  |
| Bernécourt  | Noviant-aux-prés   | Martincourt |
| Grosrouvres | Minorville         | Manonville  |

### Hydrographie
La commune est dans le bassin versant du Rhin au sein du bassin Rhin-Meuse. Elle n'est drainée par aucun cours d'eau,.

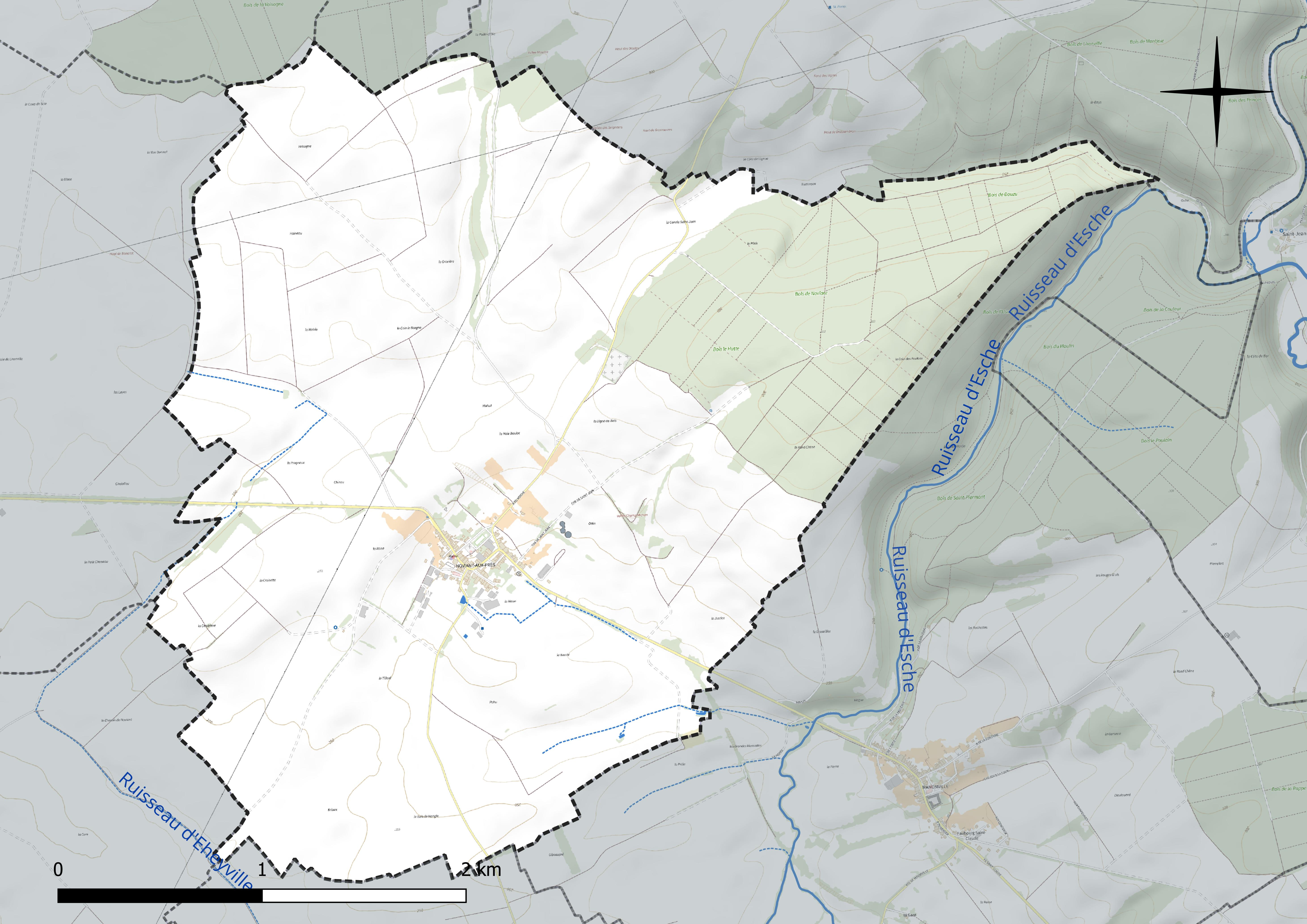
Réseau hydrographique de Noviant-aux-Prés.

### Climat
Pour des articles plus généraux, voir Climat du Grand Est et Climat de Meurthe-et-Moselle.
En 2010, le climat de la commune est de type climat des marges montargnardes, selon une étude du Centre national de la recherche scientifique s'appuyant sur une série de données couvrant la période 1971-2000. En 2020, Météo-France publie une typologie des climats de la France métropolitaine dans laquelle la commune est dans une zone de transition entre le climat océanique altéré et le climat océanique altéré et est dans la région climatique  Lorraine, plateau de Langres, Morvan, caractérisée par un hiver rude (1,5 °C), des vents modérés et des brouillards fréquents en automne et hiver. 
Pour la période 1971-2000, la température annuelle moyenne est de 9,6 °C, avec une amplitude thermique annuelle de 16,7 °C. Le cumul annuel moyen de précipitations est de 833 mm, avec 12,5 jours de précipitations en janvier et 9,2 jours en juillet. Pour la période 1991-2020, la température moyenne annuelle observée sur la station météorologique de Météo-France la plus proche, « Nonsard », sur la commune de Nonsard-Lamarche à 13 km à vol d'oiseau, est de 10,7 °C et le cumul annuel moyen de précipitations est de 690,8 mm. 
La température maximale relevée sur cette station est de 40,1 °C, atteinte le 25 juillet 2019 ; la température minimale est de −17 °C, atteinte le 1er mars 2005,,. 
Les paramètres climatiques de la commune ont été estimés pour le milieu du siècle (2041-2070) selon différents scénarios d'émission de gaz à effet de serre à partir des nouvelles projections climatiques de référence DRIAS-2020. Ils sont consultables sur un site dédié publié par Météo-France en novembre 2022.

## Urbanisme

### Typologie
Au 1er janvier 2024, Noviant-aux-Prés est catégorisée commune rurale à habitat dispersé, selon la nouvelle grille communale de densité à sept niveaux définie par l'Insee en 2022.
Elle est située hors unité urbaine. Par ailleurs la commune fait partie de l'aire d'attraction de Nancy, dont elle est une commune de la couronne,. Cette aire, qui regroupe 353 communes, est catégorisée dans les aires de 200 000 à moins de 700 000 habitants,.

### Occupation des sols
L'occupation des sols de la commune, telle qu'elle ressort de la base de données européenne d’occupation biophysique des sols Corine Land Cover (CLC), est marquée par l'importance des territoires agricoles (79,4 % en 2018), en diminution par rapport à 1990 (82,3 %). La répartition détaillée en 2018 est la suivante : terres arables (73,3 %), forêts (17,7 %), prairies (6,1 %), zones urbanisées (2,9 %). L'évolution de l’occupation des sols de la commune et de ses infrastructures peut être observée sur les différentes représentations cartographiques du territoire : la carte de Cassini (XVIIIe siècle), la carte d'état-major (1820-1866) et les cartes ou photos aériennes de l'IGN pour la période actuelle (1950 à aujourd'hui).

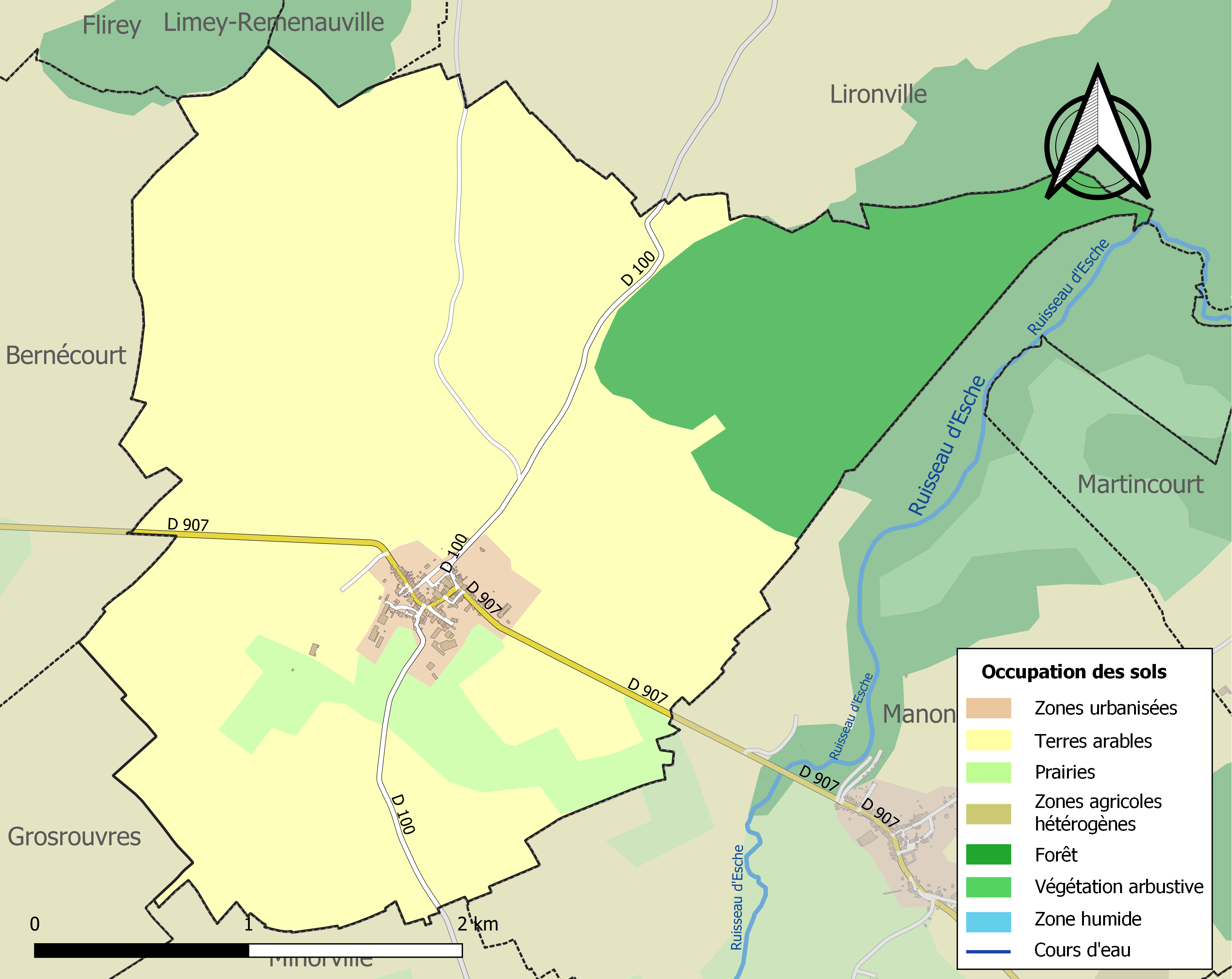
Carte des infrastructures et de l'occupation des sols de la commune en 2018 (CLC).

## Toponymie
Novoiant-en-Hey (1239), Nouvoiant (1304), Nouviant-en-prei (1363), Novidens (1402) et Nouviant (1498), sont les graphies recensées dans le dictionnaire topographique du département de la Meurthe.
Le toponyme n'apparaît donc qu'en 1239 sous la forme Novoiant in Hey, puis l'on a Nouviant-en-Prei en 1363 ; il vient de novientum, « ville neuve, nouvelle agglomération », qui vient lui-même du gaulois nouio, « nouveau ».

Son nom primitif en 1329 est « La ville nouvelle en terre de Hey (ancienne seigneurie) ».
La micro-toponymie confirme l'affirmation de H. Lepage dans son ouvrage indiquant : les fourches étaient dressées au lieu-dit la Justice, entre Noviant et Manonville.(cf fig. 1)

## Histoire

### Antiquité et préhistoire
Beaupré signale dans son ouvrage sur la Meurthe-et-Moselle, un gisement de silex ouvrés entre la butte de Lironville et le chemin de Manonville, indiquant que les abords du site ont été fréquentés par l'homme en des temps très reculés.
Toutefois le ban de la commune n'a pas permis la découverte de traces concrète de l'occupation romaine ou du bas-empire à ce jour.

### Moyen Âge et Renaissance
Henri Lepage précise dans son ouvrage relatif aux communes de Meurthe :

« Le village de Noviant est ancien, car un seigneur de ce nom figure dans un titre de 1174, relatif à l'abbaye de Haute-Seille. En 1259,Henri, comte de Bar, donna à l'abbaye de St.-Benoît-en-Voivre, en aumône, toute la dîme de Noviant-en-Hey, « pourquoi les religieux s'obligent de fournir des hosties faites de bon froment, par tous les diocèses de Metz, Toul et Verdun, quand ils en seront requis. »

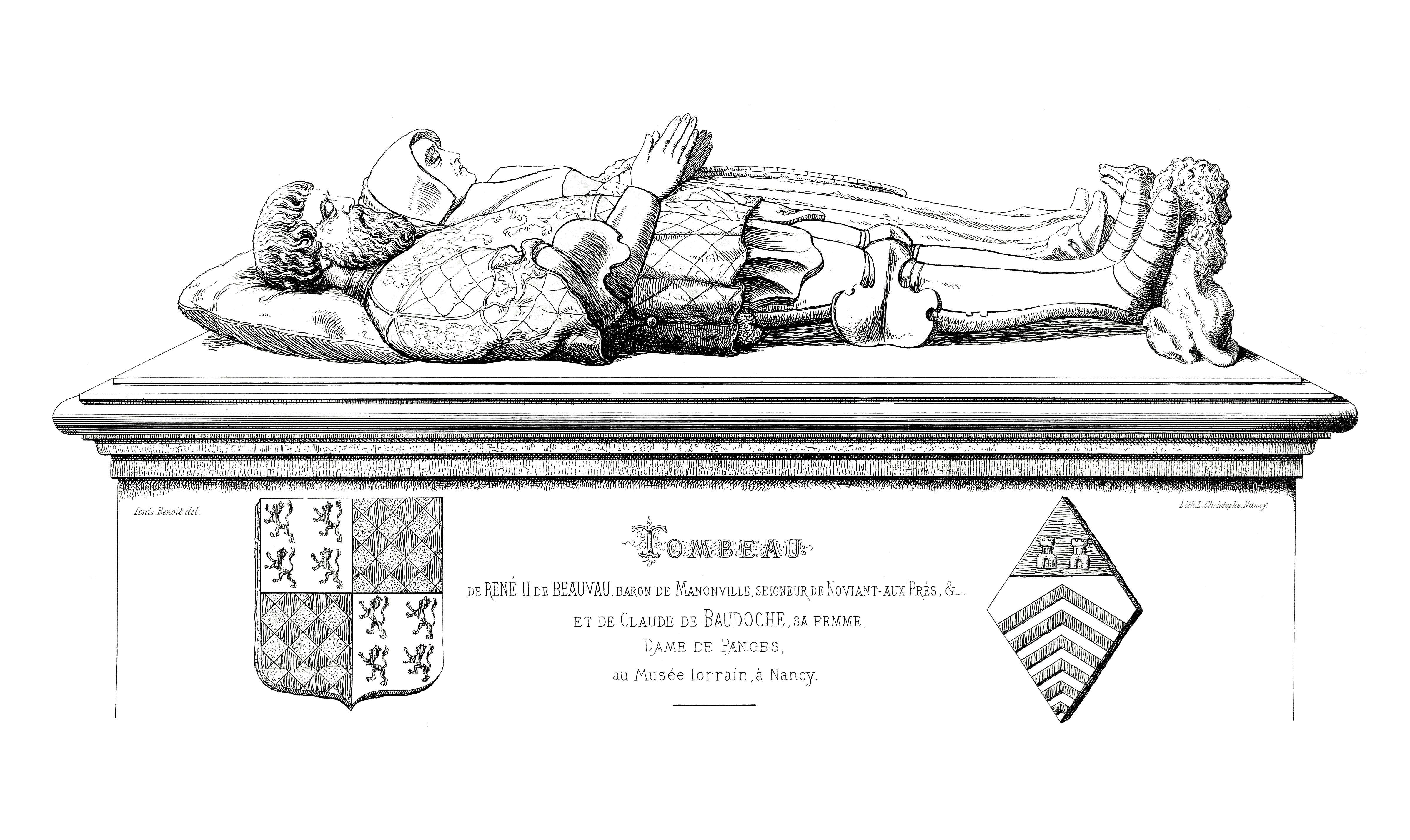

 Le tombeau de René de Beauvau, mort en 1548, sénéchal de Bar et chambellan du duc Antoine, et de sa femme Claude Baudoche, dame de Pange, qui se trouvait dans l'ancienne église de Noviant-aux-Prés, a été transféré dans la salle des tombeaux du palais ducal à la fin du XIXe siècle puis dans la chapelle des Cordeliers de Nancy vers 1936.
Notice sur la marquisat de Noviant-aux-Prés et son origine par H. Lefebvre, en deux parties,.

## Politique et administration
| Période                                  | Période                   | Identité                                         | Étiquette | Qualité                              |
| ---------------------------------------- | ------------------------- | ------------------------------------------------ | --------- | ------------------------------------ |
| Les données manquantes sont à compléter. |                           |                                                  |           |                                      |
| mars 2001                                | mai 2012                  | Nicole Morcel                                    |           |                                      |
| juillet 2012                             | En cours (au 25 mai 2020) | François Mansion, Réélu pour le mandat 2020-2026 |           | Agriculteur sur moyenne exploitation |

## Population et société

### Démographie
L'évolution du nombre d'habitants est connue à travers les recensements de la population effectués dans la commune depuis 1793. Pour les communes de moins de 10 000 habitants, une enquête de recensement portant sur toute la population est réalisée tous les cinq ans, les populations de référence des années intermédiaires étant quant à elles estimées par interpolation ou extrapolation. Pour la commune, le premier recensement exhaustif entrant dans le cadre du nouveau dispositif a été réalisé en 2007.

En 2022, la commune comptait 233 habitants, en évolution de −11,07 % par rapport à 2016 (Meurthe-et-Moselle : −0,13 %, France hors Mayotte : +2,11 %).
| 1793 | 1800 | 1806 | 1821 | 1831 | 1836 | 1841 | 1846 | 1851 |
| ---- | ---- | ---- | ---- | ---- | ---- | ---- | ---- | ---- |
| 388  | 349  | 370  | 394  | 393  | 395  | 402  | 431  | 435  |

| 1856 | 1861 | 1872 | 1876 | 1881 | 1886 | 1891 | 1896 | 1901 |
| ---- | ---- | ---- | ---- | ---- | ---- | ---- | ---- | ---- |
| 430  | 435  | 388  | 383  | 365  | 380  | 356  | 355  | 335  |

| 1906 | 1911 | 1921 | 1926 | 1931 | 1936 | 1946 | 1954 | 1962 |
| ---- | ---- | ---- | ---- | ---- | ---- | ---- | ---- | ---- |
| 327  | 335  | 221  | 244  | 247  | 238  | 232  | 227  | 219  |

| 1968 | 1975 | 1982 | 1990 | 1999 | 2006 | 2007 | 2012 | 2017 |
| ---- | ---- | ---- | ---- | ---- | ---- | ---- | ---- | ---- |
| 203  | 150  | 155  | 154  | 177  | 238  | 247  | 262  | 260  |

| 2022 | - | - | - | - | - | - | - | - |
| ---- | - | - | - | - | - | - | - | - |
| 233  | - | - | - | - | - | - | - | - |

### Enseignement
L'école primaire a été baptisée du nom du photographe Yann Arthus-Bertrand.

## Économie
E. Grosse indique, en 1836, dans son dictionnaire statistique, quelques chiffres économiques :Territ. : 831 hect., dont 601 en terres arables, 209 en forêts, et seulement 17 en prés. H. Lepage y signalait, en 1843, 6 hectares de vignes (cf. vignoble lorrain).

### Secteur primaire ouAgriculture
Le secteur primaire comprend, outre les exploitations agricoles et les élevages, les établissements liés à l’exploitation de la forêt et les pêcheurs.
D'après le recensement agricole 2010 du Ministère de l'agriculture (Agreste), la commune de Noviant-aux-Prés était majoritairement orientée sur la polyculture et le poly - élevage (auparavant même production ) sur une surface agricole utilisée d'environ 900 hectares (surface cultivable communale) en légère hausse depuis 1988 - Le cheptel en unité de gros bétail s'est renforcé de 525 à 754 entre 1988 et 2010. Il n'y avait plus que 4 exploitations agricoles ayant leur siège dans la commune employant 12 unités de travail.

## Culture locale et patrimoine

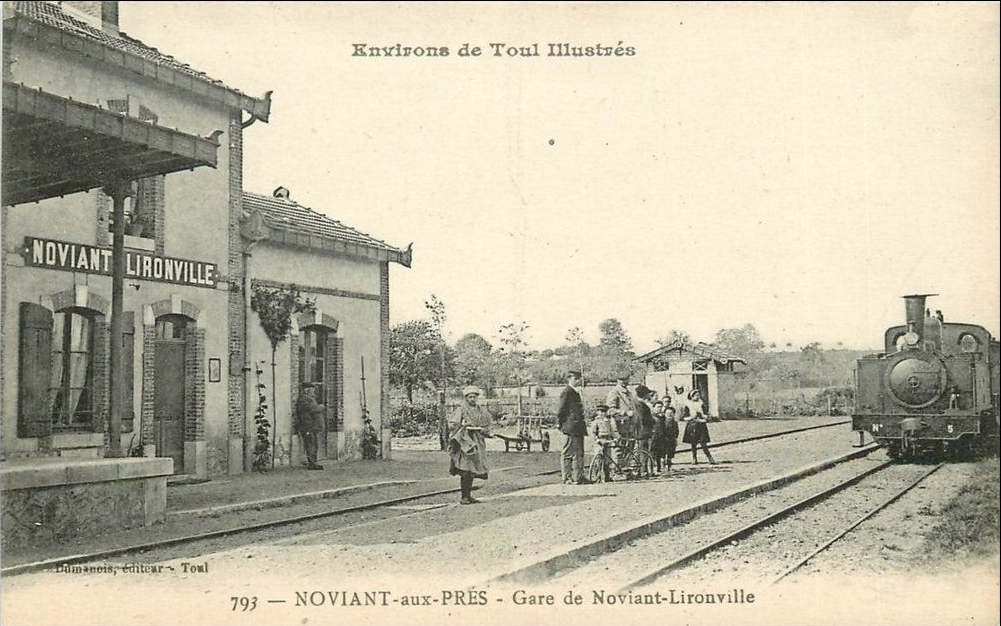
Carte postale de la gare vers 1910.

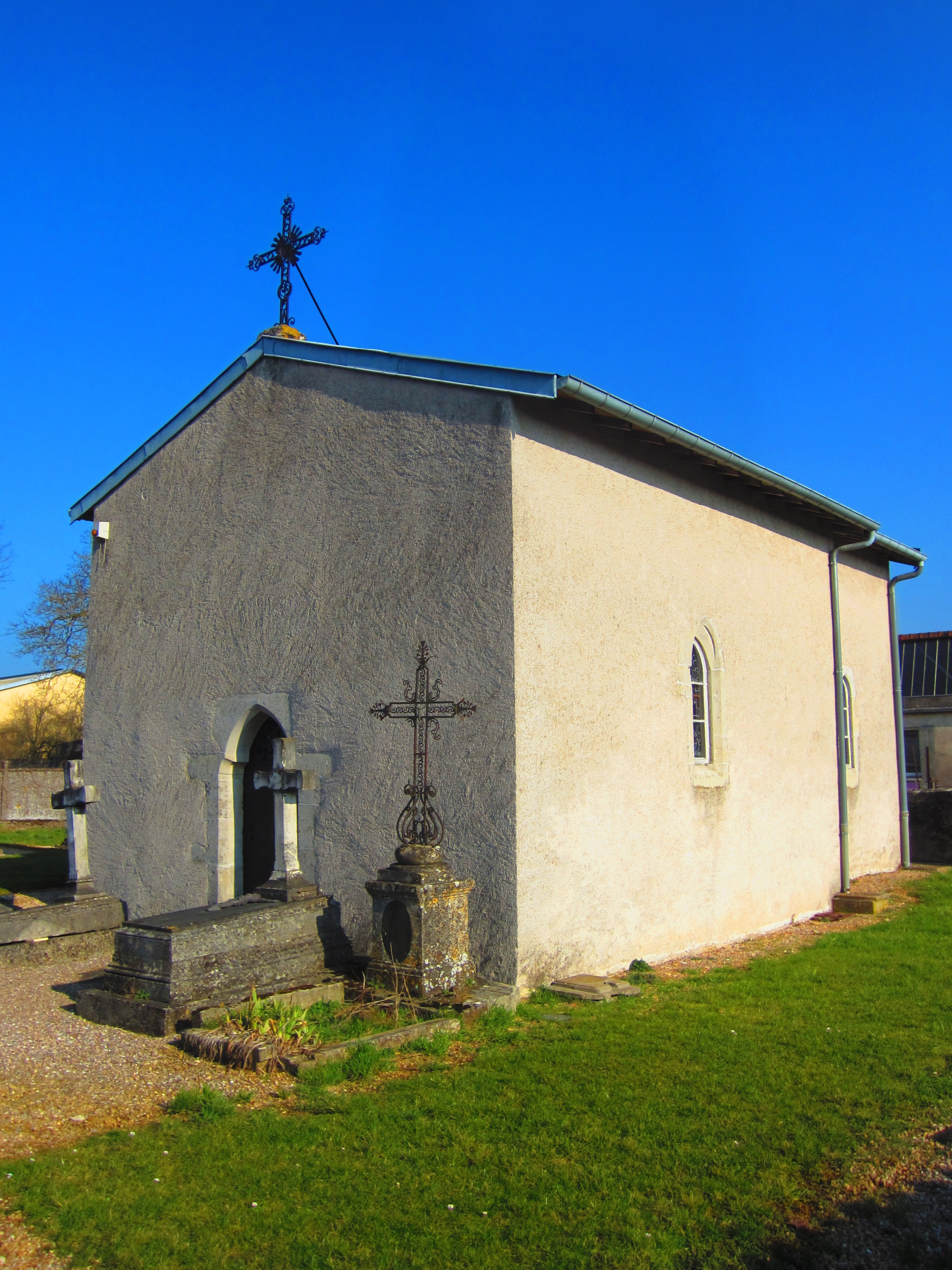
Chapelle Notre-Dame-de-Pitié.

### Lieux et monuments

#### Édifices civils
- Vestiges d'un château médiéval qui existait en 1574, rasé et reconstruit en 1752 par Nicolas-François Le Prudhomme de Fontenoy, démoli en 1800.

#### Édifices religieux
- Église Saint-Jean-Baptiste XVIIIe siècle.
- Chapelle Notre-Dame-de-Pitié XVe et XVIe siècles, au cimetière.

#### Cimetière militaire

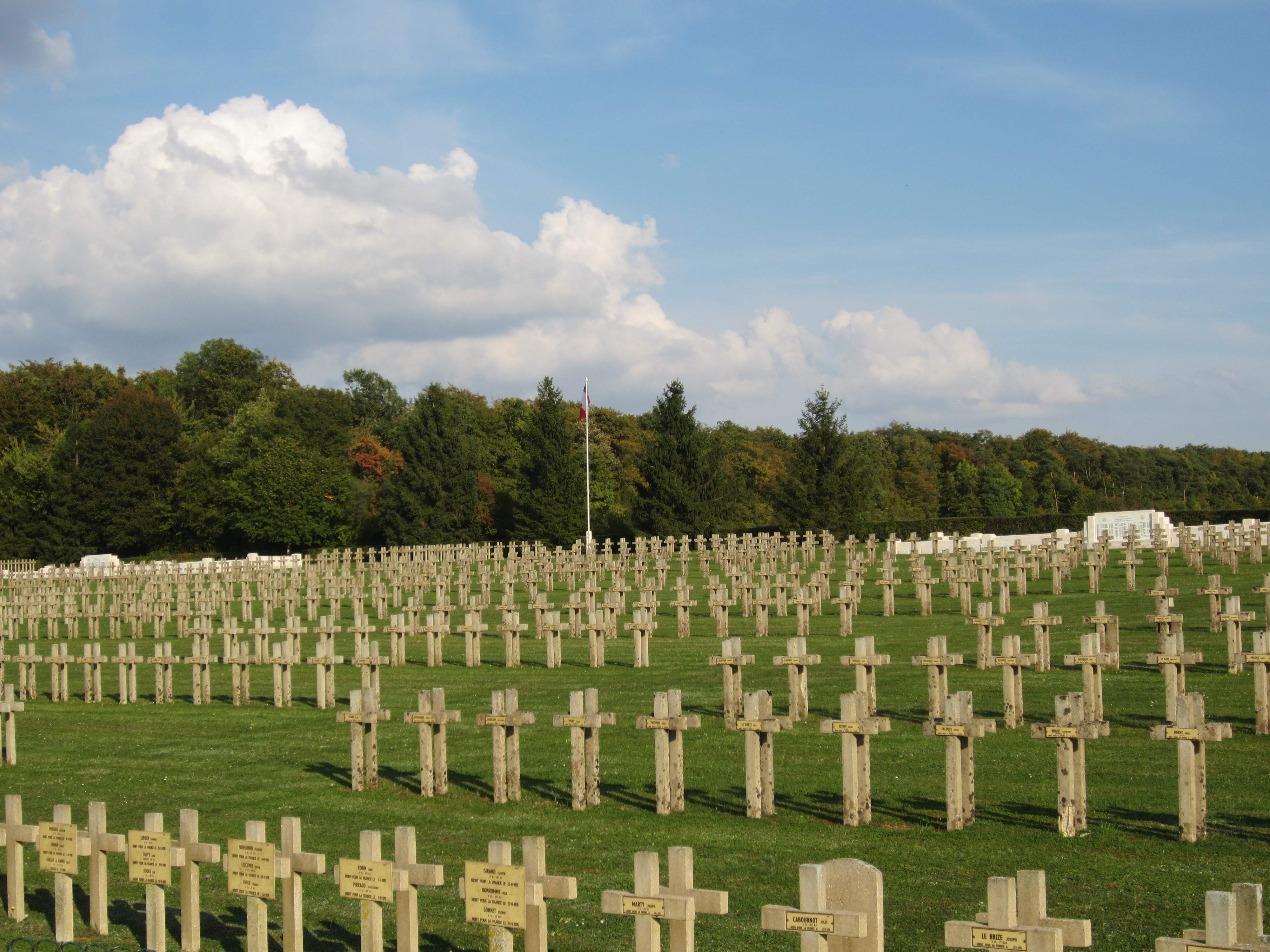
La Nécropole nationale de Noviant-aux-Prés.

- la Nécropole nationale de Noviant-aux-Prés est un cimetière militaire français de la Première Guerre mondiale, créé en 1920, rassemblant, sur une superficie de 1,6 ha, 3 343 dépouilles de soldats (3 336 Français tombés en 1914-1918) dont 2 523 dans des tombes individuelles et 820 dans deux ossuaires. On compte également 4 Russes, 2 Italiens et 1 Roumain inhumés en ce lieu[34].

### Personnalités liées à la commune
- Charles Jeanmaire (1844-1912), né à Noviant-aux-Prés, fils du maire de l'époque. Après des études au lycée de Nancy, il est admis en 1866 à l'École normale supérieure. Il enseignera les lettres à Bourg-en-Bresse puis la philosophie au lycée d'Alger où il prépare et obtient l'agrégation. Charles Jeanmaire découvre le Maghreb où il revient en 1884 comme recteur à Alger. Il se lance alors - contre la presse coloniale - dans la scolarisation des "indigènes", crée des écoles supérieures ainsi qu'un bulletin universitaire de l'Académie d'Alger, une section spéciale à l'école normale de Bouzaréah et réforme les medersas. Charles Jeanmaire reste près d'un quart de siècle en Algérie, faisant passer la scolarisation des musulmans dans le système français de 5 500 à près de 35 000. Républicain convaincu, il souhaitait que les indigènes éduqués deviennent des agents de diffusion du "progrès". Les colons obtiendront en 1908 le départ de celui qu'ils surnommaient Jeanmaire-Mohammed, mais qui ne fut jamais désavoué par le ministère.
- Le P. Anne-François de Beauvau, jésuite distingué, naquit à Noviant le 26 août 1617[35].
- Maurice Lepage (1904-1945), plongeur français né à Noviant-aux-Prés, médaillé d'argent aux championnats d'Europe en plongeon tremplin à 3 mètres.

### Héraldique
| Blason de Noviant-aux-Prés | Blason  | Coupé : au premier parti au I d'argent aux quatre lionceaux de gueules, armés, lampassés et couronnés d'or, et au II losangé de gueules et d'or, au second de sinople à l'agneau pascal d'argent.                                                                                                   |
| Blason de Noviant-aux-Prés | Détails | Les lions et le losangé sont les armes de la famille Beauvau-Craon pour laquelle Noviant est devenu un marquisat. L'agneau pascal symbolise Saint Jean Baptiste, patron de la paroisse. Il est sur champ de sinople pour rappeler les prés qui entourent la commune. Utilisé depuis septembre 1985. |